# Psychonauts
Psychonauts is een platformspel ontwikkeld door Double Fine Productions De game is in 2005 en 2006 oorspronkelijk uitgegeven door Majesco Entertainment voor Windows, Xbox en PlayStation 2. Nadat Double Fine Productions de rechten van Psychonauts had teruggekocht werd vanaf 2011 de game geporteerd naar andere systemen.

## Plot
Psychonauts vertelt het verhaal van Razputin Aquato, kortweg genaamd Raz, een jongen met paranormale gaven. Raz loopt weg bij het circus om deel te nemen aan een zomerkamp voor jongeren die dezelfde capaciteiten demonstreren als Raz, met als doel een internationaal paranormaal begaafde geheim agent te worden. Met andere woorden een 'Psychonaut'.

## Platforms
| Jaar | Platform                     |
| ---- | ---------------------------- |
| 2005 | PlayStation 2, Windows, Xbox |
| 2007 | Xbox 360                     |
| 2011 | OS X                         |
| 2012 | Linux, PlayStation 3         |
| 2016 | PlayStation 4                |

## Ontvangst
| Geaggregeerde scores |                                        |
| Aggregeerder         | Score                                  |
| GameRankings         | (pc) 88,14% (Xbox) 90,21% (PS2) 86,76% |
| Metacritic           | (pc) 87/100 (Xbox) 88/100 (PS2) 86/100 |

## Trivia
- Het spel is opgenomen in het boek 1001 Video Games You Must Play Before You Die van Tony Mott.